# Tatyana Dyaçenko
Tatyana Dyaçenko (13 de enero de 1979) es una deportista azerbaiyana que compitió en esgrima, especialista en la modalidad de sable. Ganó una medalla de bronce en el Campeonato Mundial de Esgrima de 1999, en la prueba por equipos.

## Palmarés internacional
| Campeonato Mundial | Campeonato Mundial   | Campeonato Mundial | Campeonato Mundial |
| Año                | Lugar                | Medalla            | Prueba             |
| ------------------ | -------------------- | ------------------ | ------------------ |
| 1999               | Seúl (Corea del Sur) | Medalla de bronce  | Sable por equipos  |